# Paranormal Activity
Paranormal Activity är en amerikansk skräckfilm från 2007 i regi av Oren Peli. Filmen hade premiär på Screamfest Film Festival i oktober 2007. 

## Om filmen
På grund av sitt rykte efter första visningen som mycket skrämmande och sitt unika sätt att filmas fick filmen även världspremiär den 16 oktober 2009, detta också med hjälp av Steven Spielberg som föreslog att filmen skulle visas på bio för en större publik. 
Paranormal Activity spelades in på en budget av 16 000 dollar och har sedan premiären spelat in ungefär 200 miljoner dollar. En uppföljare, Paranormal Activity 2, lanserades 2010.

## Rollista
- Katie Featherston – Katie
- Micah Sloat – Micah
- Mark Fredrichs – Medium
- Amber Armstrong – Amber